# لوودون (نیوهمپشایر)
لوودون (به انگلیسی: Loudon) شهری در ایالت نیوهمپشایر کشور ایالات متحده آمریکا است که جمعیت آن در سرشماری سال ۲۰۱۰ میلادی، ۵۵۹ نفر بوده‌است.